# 35年で35曲 “愛と友” 〜僕のMelody 君のために〜
『35年で35曲 “愛と友” 〜僕のMelody 君のために〜』（さんじゅうごねんでさんじゅうごきょく あいととも ぼくのメロディきみのために）は、TUBEの3作目のミックスアルバム。2020年12月9日にSony Music Associated Recordsから発売された。規格品番：AICL-3966。

## 概要
5年ぶりとなったオリジナル・アルバム『日本の夏からこんにちは』を経て2020年6月に同日発売された『35年で35曲 “夏と恋” 〜夏の数だけ恋したけど〜』、『35年で35曲 “汗と涙” 〜涙は心の汗だから〜』に続くミックス3作目で、“愛と友”をテーマに35曲を選曲し、「Remember Me」「虹になりたい」「プロポーズ」などバラード・ナンバーを中心としたヒット曲や代表曲の数々をDJ和がMIXを行った。本作に収録された楽曲は原則的に1コーラスまたはサビ部分のみなどショートサイズとなっているが、冒頭「あずけてごらん」とラストの「Route567」はフルサイズとなっている。
本作にはTUBEの楽曲のみならず、前田亘輝・春畑道哉のソロ楽曲も収録されている。
「Love Song」は「Beach Time」のリミックス・シングルに収録されていた楽曲で、1994年発表のバラード・ベストアルバム『Melodies & Memories』にてリテイク・バージョンとして既にアルバムに収録されていたが、本作でオリジナル・バージョンがショートサイズであるものの、初めてアルバムに収録された。
本作は現在、各配信サイトでのダウンロード配信及びサブスクリプション配信が行われていない。

## 収録曲
| #         | タイトル                              | 作詞       | 作曲          | 編曲               | 時間  |
| --------- | ------------------------------------- | ---------- | ------------- | ------------------ | ----- |
| 1.        | 「あずけてごらん」                    | 前田亘輝   | 春畑道哉      | TUBE               | 3:48  |
| 2.        | 「Once in a blue moon」               | 前田亘輝   | 春畑道哉      | TUBE               | 1:49  |
| 3.        | 「Remember Me」                       | 前田亘輝   | 栗林誠一郎    | 明石昌夫           | 2:25  |
| 4.        | 「今日からずっと」                    | 前田亘輝   | 春畑道哉      | TUBE               | 2:03  |
| 5.        | 「風に揺れるTomorrow」                | 前田亘輝   | 春畑道哉      | TUBE               | 2:15  |
| 6.        | 「Melody (君のために…)」              | 前田亘輝   | 角野秀行      | TUBE、明石昌夫     | 3:45  |
| 7.        | 「君へのバラード」                    | 前田亘輝   | 春畑道哉      | TUBE               | 2:16  |
| 8.        | 「海のバラード」                      | 前田亘輝   | 春畑道哉      | 鳥山雄司           | 1:30  |
| 9.        | 「ひだまり」                          | 前田亘輝   | 春畑道哉      | TUBE               | 1:07  |
| 10.       | 「-恋愛旅団-」                        | 前田亘輝   | 春畑道哉      | TUBE               | 1:10  |
| 11.       | 「AUGUST MOON」                       | 前田亘輝   | 春畑道哉      | TUBE               | 2:28  |
| 12.       | 「You're my world」                   | 前田亘輝   | 春畑道哉      | TUBE               | 2:13  |
| 13.       | 「冬の海岸通り」                      | 亜蘭知子   | 小田裕一郎    | 角野秀行           | 1:45  |
| 14.       | 「サザン・パシフィック」              | 前田亘輝   | 鹿紋太郎      | TUBE               | 2:16  |
| 15.       | 「Close Your Eyes, Hold Your Dreams」 | 森山進治   | 織田哲郎      | 織田哲郎           | 1:39  |
| 16.       | 「Stay in my eyes」                   | 亜蘭知子   | 栗林誠一郎    | TUBE、岩崎文紀     | 2:00  |
| 17.       | 「ともだち」                          | 前田亘輝   | 春畑道哉      | TUBE、佐藤晶       | 1:50  |
| 18.       | 「いつも、いつまでも」                | 前田亘輝   | 春畑道哉      | 武部聡志           | 1:41  |
| 19.       | 「虹になりたい」                      | 前田亘輝   | 前田亘輝      | TUBE、坂基文彦     | 2:46  |
| 20.       | 「雨の日の過ごし方」                  | 前田亘輝   | 春畑道哉      | TUBE               | 2:13  |
| 21.       | 「蛍」                                | 前田亘輝   | 春畑道哉      | TUBE、吉村龍太     | 1:30  |
| 22.       | 「十年先のラブストーリー」            | 前田亘輝   | 春畑道哉      | TUBE               | 2:34  |
| 23.       | 「君となら」                          | 前田亘輝   | 春畑道哉      | TUBE               | 2:43  |
| 24.       | 「そばにいるよ」                      | 前田亘輝   | UNI           | UNI                | 2:03  |
| 25.       | 「プロポーズ ～Dream Box」            | 前田亘輝 - | 春畑道哉      | TUBE 春畑道哉      | 2:41  |
| 26.       | 「Merry Christmas To You」            | 前田亘輝   | UNI           | M・project         | 2:12  |
| 27.       | 「Christmas For You」                 | 前田亘輝   | 前田亘輝、UNI | M・project         | 1:48  |
| 28.       | 「冬のプレゼント」                    | 前田亘輝   | 春畑道哉      | TUBE、大島こうすけ | 1:48  |
| 29.       | 「君に届いたら…」                     | 松本玲二   | 春畑道哉      | TUBE               | 1:34  |
| 30.       | 「7th」                               | 前田亘輝   | 春畑道哉      | TUBE               | 1:39  |
| 31.       | 「月下美人」                          | 前田亘輝   | 春畑道哉      | TUBE               | 1:10  |
| 32.       | 「愛の詩」                            | 前田亘輝   | 春畑道哉      | TUBE、池田大介     | 3:13  |
| 33.       | 「Love Song」                         | 前田亘輝   | 春畑道哉      | TUBE               | 2:38  |
| 34.       | 「最後のLove Song」                   | 前田亘輝   | 春畑道哉      | TUBE               | 1:43  |
| 35.       | 「Route567」                          | 前田亘輝   | 春畑道哉      | TUBE               | 4:33  |
| 合計時間: | 合計時間:                             | 合計時間:  | 合計時間:     | 合計時間:          | 76:48 |